# Enrico Pieranunzi
Enrico Pieranunzi (né le 5 décembre 1949 à Rome) est un pianiste et compositeur de jazz italien.

## Biographie
Il étudie très jeune le piano classique, est diplômé et devient professeur au conservatoire Sainte-Cécile de Rome en 1973. Sa passion du jazz lui a été transmise par son père, Alvaro, guitariste de jazz et fan de Django Reinhardt. Cette double formation classique et jazz est prégnante dans son style de jeu, où se reconnait l'influence de la musique de Debussy.
Enrico Pieranunzi commence sa carrière de musicien de jazz vers le milieu des années 1970. Il a depuis enregistré plus de 60 albums en solo ou avec des groupes de jazz, et notamment avec des artistes comme Frank Rosolino, Sal Nistico, Kenny Clarke, Johnny Griffin, Chet Baker, Art Farmer, Lee Konitz, Jim Hall, Paul Motian, Charlie Haden, Phil Woods, Charlie Haden, Mads Vinding (en) et Billy Higgins, et a participé à de nombreux festivals de jazz italiens (Umbria Jazz, Ravenne, Milan Ciak) et internationaux (Montréal, Copenhague, Berlin, Madrid).
En 1989, il reçoit le prix du "meilleur musicien de jazz italien" lors du concours annuel organisé par le magazine italien Musica Jazz (en). Il est récompensé en France en 1993 par l'Académie du jazz au titre de « meilleur musicien de jazz européen ». En 2004, il fait une tournée au Japon avec le bassiste Marc Johnson et le batteur Joey Baron.
En tant que compositeur de jazz, il a écrit plus de 200 pièces dont certaines sont devenues des standards de jazz, et sont entrées dans le célèbre New Real Book.

## Discographie
- 1976 - The Day After The Silence (piano solo) - Edipan PAN NPG 800 stereo
- 1978 - A Long Way (piano solo) - Carosello CLE 21039
- 1978 - From Always To Now (quartet et trio) - M. Giammarco (s), B.Tommaso (b), R.Gatto (d)- NPG 803
- 1980 - Soft Journey - Chet Baker Meets Enrico Pieranunzi - (Chet Baker (tp), M. Giammarco (s), R. Del Fra (b), R.Gatto (d)) - NPG 805
- 1980 - Jazz Roads - Cam Jazz CAM504162
- 1980 - Colours - (Bill Smith (cl), B.Tommaso (b), R.Gatto (d)) - NPG 807
- 1981 - Isis (avec Art Farmer) - Soul Note 121021
- 1984 - New Lands - Timeless SJP211
- 1984 - Autumn Song - ENJA 4094
- 1985 - What's What (piano solo) - YVP 3006
- 1986 - Space Jazz Trio, vol. 1 - YVP 3007
- 1986 - Deep Down (Marc Johnson, Joey Baron) - Soul Note 121121
- 1987 - Moon Pie - YVP 3011
- 1987 - Silence (avec C.Haden, C.Baker, B.Higgins) - Soul Note 121172
- 1987 - Naïma (with Chet Baker) - Philology
- 1987 - My Funny Valentine (avec Chet Baker) - Philology
- 1987 - Blue and Golden - Demon 7019
- 1988 - Blew (Lee Konitz & Space Jazz Trio) - Philology
- 1988 - Little Girl Blue (with Chet Baker) - Philology
- 1988 - The Heart of The Ballad (avec Chet Baker) - Philology W.020
- 1989 - Solitudes (duo avec Lee Konitz) - Philology W.028
- 1989 - No Man's Land - Soul Note 121221
- 1990 - Parisian Portraits (piano solo) - IDA Records IDA 026 (réédition chez Egea en 2007)
- 1990 - First Song (Charlie Haden, Billy Higgins) - Soul Note 121222
- 1990 - The Dream Before Us - IDA Records IDA 028
- 1990 - Bella (avec Rava, Pietropaoli, Gatto) - Philology W.064
- 1990 - Phil's Mood (avec Phil Woods) - Philology
- 1991 - Elsa (The Ferrara Concert, feat. Phil Woods) - Philology W.206
- 1991 - Live at the Corridonia Jazz Festival (feat. Phil Woods) - Philology W.211
- 1991 - Triologues, vol. 3 - YVP 3026
- 1993 - Nausicaa (avec Enrico Rava) - Egea SCA037
- 1993 - Untold Story - IDA Records IDA 036 (réédition chez Egea en 2006)
- 1995 - Flux and Change (duo avec Paul Motian) - Soul Note 121242
- 1995 - Trioscape, vol. 4 - YVP CD 3050
- 1995 - Seaward - Soul Note 121272
- 1995 - In That Dawn of Music -
- 1996 - The Night Gone By - AlfaJazz (Japan)
- 1997 - Live in Germany, vol. 5 - YVP 3059
- 1997 - Ma L'Amore No (avec Ada Montellanico) - Soul Note 12132
- 1997 - The Kingdom (M.Vinding, A.Riel) - Stunt 19703
- 1997 - The Chant Of Time -
- 1998 - Un'Alba Dipinta Sui Muri - Egea SCA070
- 1999 - Con Infinite Voci - Egea SCA071
- 1999 - Dedalus Wings -
- 2000 - Multiple Choice, vol. 6 - YVP 3079
- 2000 - Live in Switzerland - YVP 3083
- 2000 - Racconti Mediterranei (feat. Marc Johnson, Giovanni Mirabassi) - Egea SCA078
- 2000 - Canto Nascoto - Egea SCA080
- 2000 - Don't Forget The Poet - Challenge CHR70065
- 2000 - Alone Together - Challenge CHR70070
- 2000 - Plays the Music of Wayne Shorter - Challenge CHR70083
- 2000 - Improvised Forms for Trio - Challenge CHR70084
- 2001 - Evans Remembered - Via Veneto VVJ031
- 2001 - Play Morricone (feat. Marc Johnson, Joey Baron) - Cam Jazz CAM504425
- 2002 - Doorways (avec Paul Motian) -
- 2002 - Perugia Suite- Egea SCA093
- 2003 - One Lone Star, vol. 7 - YVP 3104
- 2003 - Current Conditions (feat. Marc Johnson, Joey Baron) - Cam Jazz CAM7756
- 2003 - Trasnoche (feat. Marc Johnson) - Egea SCA098
- 2003 - Fellini Jazz - Cam Jazz CAM7761
- 2004 - Les Amants (avec Marc Johnson, Roger Giuliani) - Egea
- 2005 - Special Encounter (avec Paul Motian, Charlie Haden) -
- 2006 - Ballads (avec Marc Johnson, Joey Baron) -
- 2007 - Live in Paris (avec Hein Van De Geyn, André Ceccarelli) -
- 2007 - Live in Japan (Trio) - Cam Jazz
- 2008 - As Never Before (Trio & Kenny Wheeler) - Cam Jazz
- 2008 - Pieranunzi Plays on Domenico Scarlatti - Cam Jazz[1].
- 2009 - Dream Dance - Cam Jazz (enregistré en 2004, avec Marc Johnson, Joey Baron)
- 2010 - Live at Birdland - Cam Jazz
- 2011 - Pieranunzi Plays Bach Haendel Scarlatti - Works and improvisations - Cam Jazz[2]
- 2012 - Permutation - Cam Jazz (enregistré en 2009, avec Scott Colley, Antonio Sanchez)
- 2017 - New Spring[3].
- 2018 - Monsieur Claude Album par Enrico Pieranunzi paru chez Bonsai Music le 23 mars 2018
- 2018 - Play Gershwin[4].